# Giannīs Taralidīs
Giannīs Taralidīs (in greco: Γιάννης Ταραλίδης; Aridaia, 17 maggio 1981) è un ex calciatore greco, di ruolo centrocampista.

## Carriera

### Nazionale
Ha giocato nelle nazionali giovanili greche Under-17, Under-19 ed Under-21.
Gioca con la selezione greca le Olimpiadi di Atene 2004.

## Palmarès

### Club

#### Competizioni nazionali
- Supercoppa di Cipro: 1

Ermīs Aradippou: 2014